# Murjeks kyrka
Murjeks kyrka är en kyrkobyggnad som tillhör Jokkmokks församling i Luleå stift. Kyrkan ligger i samhället Murjek i Jokkmokks kommun.

## Kyrkobyggnaden
Träkyrkan är uppförd 1946 efter ritningar av arkitekt Bertil Mattsson.
Kyrkobyggnaden har en stomme av trä och består av ett rektangulärt långhus med nord-sydlig orientering. Vid södra kortsidan finns ett rakt avslutat kor och vid norra kortsidan finns kyrktorn med vapenhus och huvudingång. Torntaket har en öppen lanternin som kröns med ett kors.
Ytterväggarna är klädda med ljust gulgrå, liggande träpanel. Långhusets branta sadeltak är belagt med takspån.
Kyrkorummet har väggar och tak är klädda med grå fiberskivor. Innertaket har ett mittparti med tunnvalv och smala sidopartier med lägre tak. Sidopartirna skiljs av från mittpartiet med marmorerade pelare. Golvet är belagt med parkett och har öppna bänkkvarter.
Läktarbarriären har målningar utförda av Bertil Linné.